# Police Academy 2
Pour les articles homonymes, voir Police Academy (homonymie).
Série Police Academy
Police Academy
(1984) Police Academy 3
(1986)
Pour plus de détails, voir Fiche technique et Distribution.
Police Academy 2 : Au boulot ! (Police Academy 2: Their First Assignment) est un film américain réalisé par Jerry Paris, sorti en 1985. C'est le deuxième volet de la série Police Academy.

## Synopsis
Les tout frais policiers du premier film sont affectés à un commissariat de quartier. Ils vont en profiter pour nettoyer le quartier, mais doivent vite faire face à la bande de Zed, un malfrat notoire.

## Fiche technique
- Titre français : Police Academy 2 : Au boulot !
- Titre original : Police Academy 2: Their First Assignment
- Réalisation : Jerry Paris
- Scénario : Barry W. Blaustein et David Sheffield, d'après les personnages créés par Neal Israel et Pat Proft
- Musique : Robert Folk
- Photographie : James Crabe
- Montage : Bob Wyman
- Production : Paul Maslansky
- Sociétés de production : Warner Bros. & The Ladd Company
- Société de distribution : Warner Bros.
- Pays :  États-Unis
- Langue : Anglais
- Format : Couleur - Mono - 35 mm - 1.85:1
- Genre : Comédie policière
- Durée : 83 min
- Date de sortie : 
  -  États-Unis : 29 mars 1985
  -  France : 10 juillet 1985

## Distribution
- Steve Guttenberg (VF : Hervé Bellon) : Aspirant Carey Mahoney
- Bubba Smith (VF : Tola Koukoui) : Aspirant Moses Hightower
- David Graf (VF : Bernard Alane) : Aspirant Eugene Tackleberry
- Michael Winslow (VF : Emmanuel Gomès Dekset) : Aspirant Larvell Jones
- Bruce Mahler (VF : Jean-Pierre Leroux) : Aspirant Douglas Fackler
- Marion Ramsey (VF : Maïk Darah) : Aspirant Laverne Hooks
- Colleen Camp (VF : Pauline Larrieu) : Sergent Kathleen Kirkland
- Howard Hesseman (VF : Bernard Dhéran) : Capitaine Peter 'Pete' Lassard
- Art Metrano (VF : Marc de Georgi) : Lieutenant Mauser
- George Gaynes (VF : Jean-Claude Michel) : Commandant Eric Lassard
- Bobcat Goldthwait (VF : Marc François) : Zed
- George R. Robertson (VF : Roland Ménard) : Commissaire Henry J. Hurst
- Lance Kinsey (VF : Philippe Peythieu) : Sergent Proctor
- Peter Van Norden (VF : Richard Darbois) : L'officier Vinnie Schtulman
- Tim Kazurinsky : Carl Sweetchuck
- Julie Brown : Chloe
- Ed Herlihy (VF : Claude Joseph) : Lieutenant Dooley
- Sandy Ward (VF : Jean Violette) : Sergent Sistrunk
- Jason Hervey (VF : Damien Boisseau) : Brayan
- Arthur Batanides (VF: William Sabatier) : Mr. Kirkland
- Jackie Joseph : Mme. Kirkland
- Andrew Paris : Bud Kirkland
- Christopher Jackson (VF : Pascal Renwick) : Mojo

## Autour du film
- Le film ne regroupe que certains protagonistes du premier volet tels que Mahoney, Fackler, Tackleberry, Jones et Hooks.
- George Gaynes est beaucoup moins présent dans ce deuxième opus, en raison du fait que l'action se passe en dehors de l'académie et aussi que, parallèlement, Gaynes jouait dans la série télévisée Punky Brewster.
- Certaines voix françaises, déjà présentes sur le doublage du premier film, prêtent ici leurs voix à d'autres personnages. Par exemple, Marc de Georgi passe du lieutenant Harris au lieutenant Mauser.
- Jean-Claude Michel devient dès lors la voix du commandant Lassard et ce jusqu'aux films suivants, remplaçant ainsi Georges Aminel qui l'avait doublé dans le premier.